# Monitor vectorial

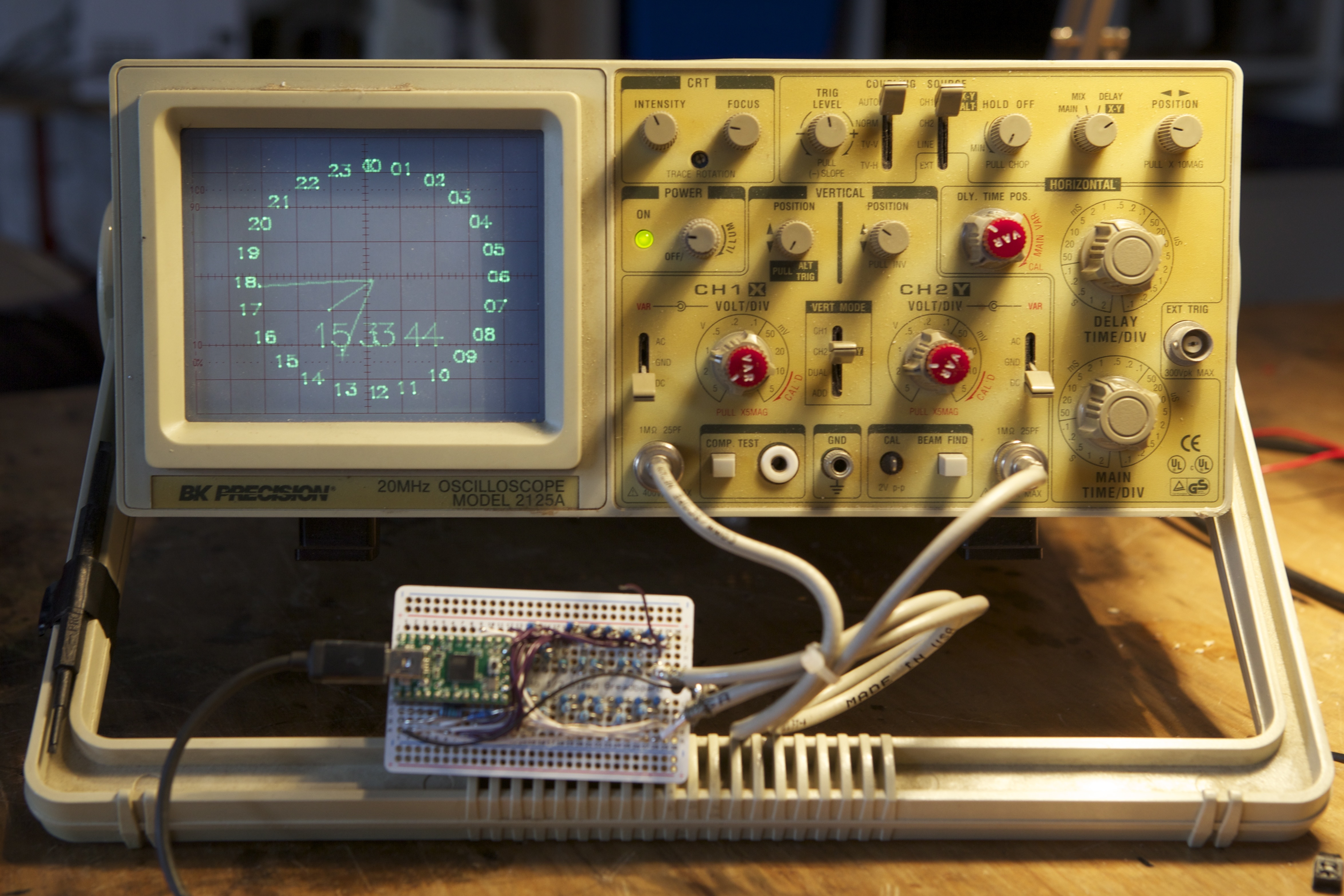
Un reloj de 24 horas mostrado en un osciloscopio configurado como un monitor vectorial en modo X-Y con R2R DACs dual para generar los voltajes analógicos.

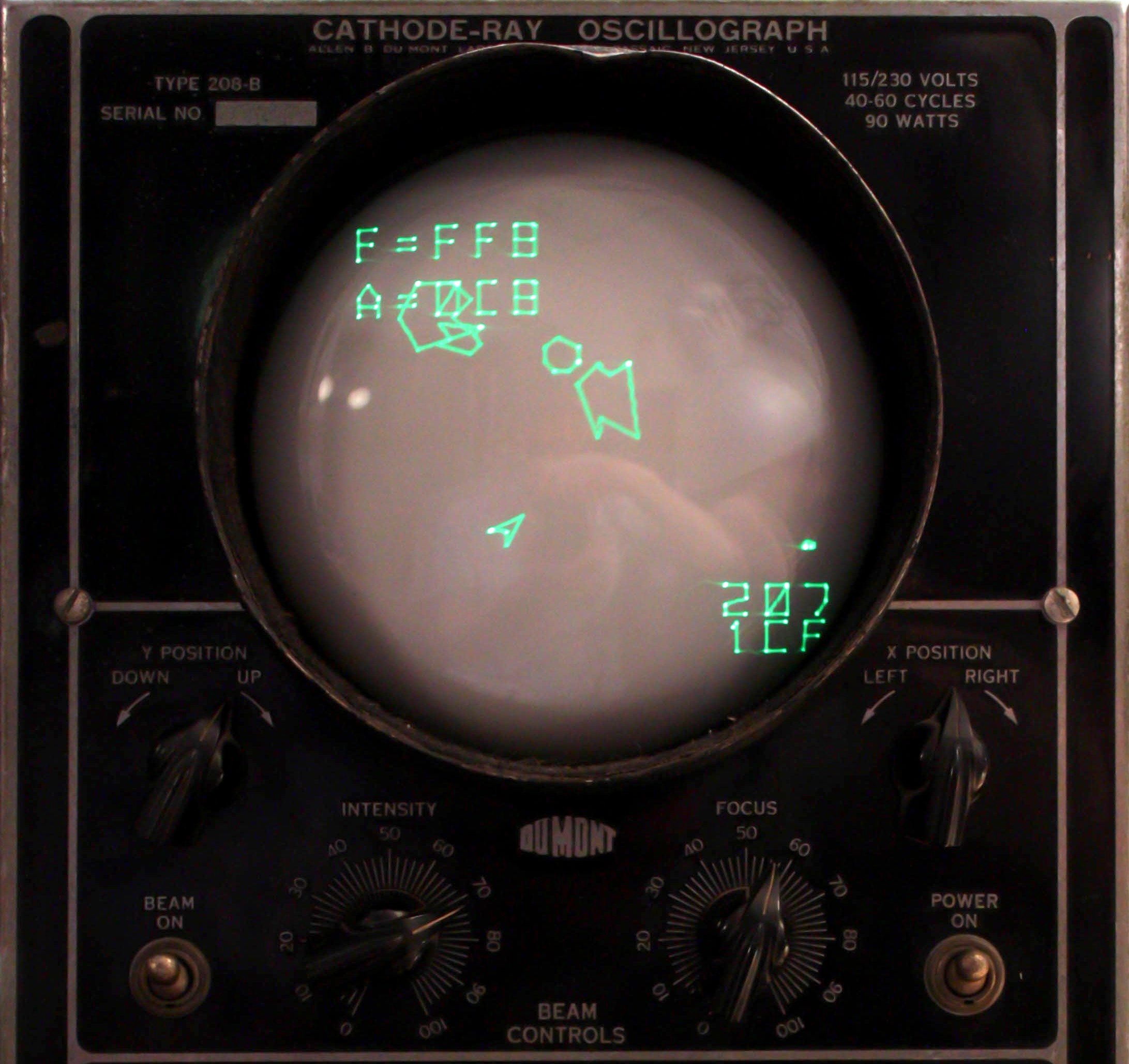
Un videojuego libre similar a Asteroids jugado en un osciloscopio oscillograph.

Un monitor vectorial o pantalla de vectores es un dispositivo de visualización utilizado para gráficos de computadora y videojuegos hasta la década de 1980.[cita requerida]

## Visión general
Es un tipo de monitor CRT, similar a un osciloscopio temprano. En un monitor vectorial, la imagen se compone de líneas dibujadas en lugar de una cuadrícula de píxeles brillantes como en gráficos rasterizados. El haz de electrones sigue una trayectoria arbitraria que rastrea las líneas inclinadas conectadas, en lugar de seguir la misma ruta de trama horizontal para todas las imágenes. El haz salta sobre las áreas oscuras de la imagen sin visitar sus puntos.
Algunos monitores vectoriales de actualización utilizan un fósforo normal que se desvanece rápidamente y necesita una renovación constante de 30 a 40 veces por segundo para mostrar una imagen estable. Estas pantallas, como el PDS-1, requieren alguna memoria de actualización local para contener los datos del punto final del vector. Otras pantallas de tubos de almacenamiento como la popular Tektronix 4010 usan un fósforo especial que continúa brillando durante muchos minutos. Las pantallas de almacenamiento no requieren memoria local. En la década de 1970, ambos tipos de pantallas vectoriales eran mucho más asequibles que las pantallas gráficas de mapas de bits cuando la memoria de gráficos rasterizados todavía era muy cara. En la actualidad, las pantallas ráster han reemplazado casi todos los usos de las pantallas vectoriales.[cita requerida] Las pantallas vectoriales no sufren los artefactos de visualización de aliasing y pixelación (especialmente las pantallas blanco y negro); las pantallas en color mantienen algunos artefactos, debido a su naturaleza discreta, pero están limitadas ya que solo pueden mostrar el contorno de una forma (los sistemas vectoriales avanzados pueden proporcionar una cantidad limitada de sombreado). El texto está toscamente dibujado a partir de trazos cortos. Las pantallas vectoriales de actualización están limitadas en la cantidad de líneas o la cantidad de texto que se puede mostrar sin parpadeo de actualización. El movimiento del haz irregular es más lento que el movimiento del haz constante de las visualizaciones de trama. Las deflexiones del haz normalmente son impulsadas por bobinas magnéticas, y esas bobinas luchan contra cambios rápidos a su corriente.
Entre las pantallas vectoriales se destacan los terminales de computadora de pantalla grande Tektronix que usan CRT de almacenamiento con vista directa. El almacenamiento significa que la pantalla, una vez escrita, persistirá durante varios minutos. (El CRT tiene al menos una pistola de inundación y un tipo especial de pantalla de visualización, más complicada en principio que un fósforo simple). Pero esa imagen permanente no se puede cambiar fácilmente. Al igual que un Etch-a-Sketch, cualquier eliminación o movimiento requiere borrar toda la pantalla con un destello de color verde brillante, y luego volver a dibujar lentamente toda la imagen. La animación con este tipo de monitor no es práctica.
Las pantallas vectoriales se utilizaron para Visualización head-up en aviones de combate debido a las pantallas más brillantes que se pueden lograr moviendo el haz de electrones más lentamente a través de los fósforos. El brillo es fundamental en esta aplicación porque la pantalla debe ser claramente visible para el piloto a la luz solar directa.
Los monitores vectoriales también fueron utilizados por algunos juegos de arcade de fines de los años setenta hasta mediados de los ochenta, como Asteroids, Tempest y Star Wars. Atari utilizó el término Quadrascan para describir la tecnología cuando se usa en sus juegos arcade.
Hewlett-Packard creó un monitor vectorial rápido de pantalla grande, al que denominaron Pantalla X-Y. Utiliza un CRT desviado electrostáticamente de gran angular que es casi tan compacto como un CRT de deflexión magnética. En lugar de las placas de deflexión de un CRT típico, tiene una estructura única llamada yugo de deflexión electrostática, con electrodos metalizados dentro de un cilindro de vidrio.

## Monitores a color
Algunos monitores vectoriales son capaces de mostrar múltiples colores, usando una máscara de sombra típica RGB CRT o dos capas de fósforo (el llamado "color de penetración").
Atari usó el término color quadrascan para describir la versión de la máscara de sombras cuando se usa en sus videojuegos de arcade.
En los tubos de penetración, al controlar la intensidad del haz de electrones, se puede hacer que los electrones alcancen (y se iluminen) una o ambas capas de fósforo, normalmente produciendo una selección de verde, naranja o rojo.
Tektronix fabricó osciloscopios de color durante algunos años usando CRT de penetración, pero aparentemente no tenían una gran demanda.[cita requerida]

## Lectura adicional
- Foley, James D. (1995). Computer Graphics: Principles and Practice. Addison-Wesley. p. 9–11. ISBN 0-201-84840-6.

- Datos: Q1712927